# Eustroma melancholica
Eustroma melancholica là một loài bướm đêm trong họ Geometridae.